# Зграда народне библиотеке „Ресавска школа” у Деспотовцу
Зграда народне библиотеке „Ресавска школа” у Деспотовцу, налази се у Улици деспота Стефана Лазаревића бр. 18. Представља непокретно културно добро као споменик културе као јединствен пример академски конципиране грађевине из прве деценије 20. века у унутрашњости Србије.
Зграда је саграђена између 1903—1905. године за потребе Окружног начелства, као приземна грађевина са главним подужним и три попречна тракта. Главна фасада има средишњи ризалит наглашен забатом и улазом са стубовима са лучно завршеним порталом под тремом. Бочни ризалити имају по два лучно завршена прозора, а зидно платно између ризалита има по четири архитравно завршена прозора. Слично решење имају и остале фасаде. 
Сви декоративни елементи (око прозора, портала, хоризонтални и кровни венци и зупчасти фриз на забату) обрађени су у духу историцизма са класицистичким елементима, док се продирање нових стилских утицаја сецесије види само у флоралним орнаментима у угловима забата. Грађена је од камена и опеке, са каменим соклом и вишесливним кровом покривеним бибер црепом. 